# Stratford-on-Avon (distretto)
Stratford-on-Avon è un distretto del Warwickshire, Inghilterra, Regno Unito, con sede a Stratford-upon-Avon.
Il distretto fu creato con il Local Government Act 1972, il 1º aprile 1974 dalla fusione del borough di Stratford-upon-Avon col distretto rurale di Alcester, il distretto rurale di Shipston-on-Stour, il distretto rurale di Southam e parte del distretto rurale di Stratford-upon-Avon.

## Parrocchie civili
- Admington
- Alcester
- Alderminster
- Arrow with Weethley
- Aston Cantlow
- Atherstone on Stour
- Avon Dassett
- Barcheston and Willington
- Barton on the Heath
- Bearley
- Beaudesert
- Bidford-on-Avon
- Billesley
- Binton
- Bishops Itchington
- Brailes
- Burmington
- Burton Dassett
- Butlers Marston
- Chadshunt
- Chapel Ascote
- Charlecote
- Cherington and Stourton
- Chesterton and Kingston
- Claverdon
- Clifford Chambers and Milcote
- Combroke
- Compton Verney
- Compton Wynyates
- Coughton
- Dorsington
- Ettington
- Exhall
- Farnborough
- Fenny Compton
- Fulbrook
- Gaydon
- Great Alne
- Great Wolford
- Halford
- Hampton Lucy
- Harbury
- Haselor
- Henley in Arden
- Hodnell and Wills Pastures
- Honington
- Idlicote
- Ilmington
- Kineton
- Kinwarton
- Ladbroke
- Langley
- Lighthorne
- Lighthorne Heath
- Little Compton
- Little Wolford
- Long Compton
- Long Itchington
- Loxley
- Luddington
- Long Marston (Marston Sicca)
- Mappleborough Green
- Milcote
- Moreton Morrell
- Morton Bagot
- Napton-on-the-Hill
- Newbold Pacey and Ashborne
- Old Stratford and Drayton
- Oldberrow
- Oxhill
- Pillerton Hersey
- Pillerton Priors
- Preston Bagot
- Preston on Stour
- Priors Hardwick
- Priors Marston
- Quinton
- Radbourne
- Radway
- Ratley and Upton
- Salford Priors
- Sambourne
- Shipston on Stour
- Shotteswell
- Shuckburgh Lower and Upper
- Snitterfield
- Southam
- Spernall
- Stockton
- Stoneton
- Stourton and Cherington
- Stratford-upon-Avon
- Stretton on Fosse
- Studley
- Sutton-under-Brailes
- Tanworth in Arden
- Temple Grafton
- Tidmington
- Tredington
- Tysoe
- Ufton
- Ullenhall
- Warmington and Arlescote
- Watergall
- Weethley
- Welford on Avon
- Wellesbourne
- Weston on Avon
- Whatcote
- Whichford
- Whitchurch
- Wilmcote
- Wixford
- Wolverton
- Wootton Wawen
- Wormleighton